# Mas de las Matas
Mas de las Matas es una localidad y municipio perteneciente a la comarca del Bajo Aragón, en la provincia de Teruel (Aragón, España). Tiene una población de 1258 habitantes (INE 2020).

## Geografía
Mas de las Matas se asienta en una cubeta sedimentaria formada por el río Guadalope en su tramo medio, después de atravesar las escarpadas serranías de Castellote. Es una de las puertas orientales del Maestrazgo, estando situado entre el valle del Ebro y las estribaciones del sistema Ibérico a una altitud de 501 m sobre el nivel del mar.
Su temperatura media es de 12,6 °C y su precipitación anual 484 mm.

## Arqueología
En el lugar conocido como Santa Bárbara se ha encontrado un taller de sílex con una industria lítica de tipo macrolítico cuya cronología corresponde a la Edad del Cobre. En dicho lugar existen importantes afloramientos de sílex que indican su aprovechamiento como cantera. Igualmente, en el monte de Santa Flora —donde actualmente se erige la ermita homónima— han aparecido diversos hallazgos arqueológicos de la prehistoria.

## Historia
En distintos documentos de los siglos XII y XIII se menciona un poblado llamado Florenze o Florencia, situado en el citado monte de Santa Flora.
En esa misma colina, donde se han encontrado vestigios ibéricos y romanos, se establecieron los musulmanes en el año 713. La reconquista tuvo lugar en febrero de 1169 cuando las tropas reales, al mando del comendador Martín Pérez de Siones, tomaron posesión de la zona de Castellote y Camarón (o Kamarón), siendo este último el nombre visigodo de Mas de las Matas.
Pasó en 1291 a formar parte de la Encomienda de Castellote, de la Orden del Temple, quedando en propiedad de la Orden de San Juan de Jerusalén en el siglo XIV.
El origen de la localidad se remonta al año 1500, cuando unos hermanos apellidados Mata o Lamata tomaron posesión de un mas —explotación agraria tradicional que comprende tierras y edificios— que empezó a ser conocido como Mas de los Matas o de los Lamatas. El apellido aún se conserva y los Mata tuvieron siempre influencia en el devenir de la población; uno de ellos, Juan Antonio de la Mata y Barberán, fue armado caballero de la orden de Carlos III en 1776. A principios del siglo XVII, Mas de las Matas estuvo anexionado a la villa de La Ginebrosa, alcanzando su independencia municipal en 1610.
En el siglo XIX, en la Guerra de la Independencia, Mas de las Matas sufrió la ocupación francesa. Durante las guerras Carlistas fue alternativamente feudo carlista y liberal, estableciendo el general Espartero su cuartel general en esta localidad entre 1839 y 1840; en esta misma plaza se originó el manifiesto que, firmado por el brigadier Linaje, provocó la caída del Gobierno.
El historiador Pascual Madoz, en su Diccionario geográfico-estadístico-histórico de España de 1845, describe a Mas de las Matas en los términos siguientes: 

Se halla situada en la margen izquierda del rio Guadalope, en medio de una llanura rodeada de altas montañas... Se compone de 250 casas de dos pisos capaces, cómodas y con buena distribución interior, formando cuerpo de población, cuyas calles son regulares con dos plazas, una la de la iglesia, cuadrada y bien empedrada, y la otra en la que se encuentran las casas consistoriales.

Al comienzo del siglo XX llegó a la villa la filoxera, plaga que arruinó las viñas, uno de los principales cultivos de Mas de las Matas, provocando una fuerte emigración. En 1933, en un levantamiento de la CNT que tomó el poder, fueron quemados todos los archivos de la población.

## Demografía
Mas de las Matas cuenta con una población de 1225 habitantes (INE 2024).
| Gráfica de evolución demográfica de Mas de las Matas entre 1842 y 2021                                              |
| |
| Población de derecho según los censos de población del INE Población de hecho según los censos de población del INE |

El censo de 1857 registra una población de 1875 habitantes para Mas de las Matas.
Durante la primera mitad del siglo XX la población del municipio estaba en torno a 2000 habitantes, pero inició un lento decrecimiento a partir de 1960 hasta los 1258 habitantes en 2020.
Las tablas siguientes reflejan la población del municipio por edades y origen (2012):
| Nacionalidad         | Personas |
| -------------------- | -------- |
| España               | 1200     |
| Rumania              | 69       |
| Marruecos            | 54       |
| Colombia             | 7        |
| Argentina            | 6        |
| Italia               | 6        |
| República Dominicana | 3        |
| Reino Unido          | 2        |
| Alemania             | 1        |
| Polonia              | 1        |
| Total                | 1349     |

| Rango edades      | Hombres | Mujeres | Total |
| ----------------- | ------- | ------- | ----- |
| De 0 a 9 años     | 49      | 45      | 94    |
| De 10 a 19 años   | 65      | 41      | 106   |
| De 20 a 29 años   | 72      | 68      | 140   |
| De 30 a 39 años   | 101     | 76      | 177   |
| De 40 a 49 años   | 93      | 88      | 181   |
| De 50 a 59 años   | 103     | 74      | 177   |
| De 60 a 69 años   | 75      | 86      | 161   |
| De 70 a 79 años   | 76      | 76      | 152   |
| De 80 a 89 años   | 59      | 70      | 129   |
| De 90 a 99 años   | 8       | 23      | 31    |
| De 100 a 109 años | 0       | 1       | 1     |
| Total             | 701     | 648     | 1349  |

## Economía
La economía de Mas de las Matas está basada principalmente en la agricultura y en la ganadería. Cuenta con una importante vega emplazada entre los ríos Bergantes y Guadalope en la que se desarrollan distintos cultivos hortofrutícolas y de cereales. Muchos de los productos agrícolas se transforman en el municipio: un ejemplo de industria agraria está en la Cooperativa Agrícola del Campo San Antonio en la que se elaboran productos como melocotón, espárrago, calabacín, col y coliflor. etc.

## Administración y política
| Periodo   | Nombre                   | Partido | Partido                                            |
| --------- | ------------------------ | ------- | -------------------------------------------------- |
| 1979-1983 | Manuel Cortés Royo       |         | Unión de Centro Democrático (UCD)                  |
| 1983-1987 | Alfredo Monforte Puerto  |         | Alianza Popular (AP)                               |
| 1987-1997 | Francisco Serrano Ferrer |         | Partido de los Socialistas de Aragón (PSOE-Aragón) |
| 1997-1999 | Mercedes Gareta Navarro  |         | Partido de los Socialistas de Aragón (PSOE-Aragón) |
| 1999-2007 | Juan Carlos Mampel Tena  |         | Partido Aragonés (PAR)                             |
| 2007-2019 | Pedro Pitarch Cañada     |         | Partido Popular de Aragón (PP)                     |
| 2019-act. | María Ariño Ejarque      |         | Partido de los Socialistas de Aragón (PSOE-Aragón) |

| Partido político    | Partido político                                                    | 1979   | 1983   | 1987   | 1991   | 1995   | 1999   | 2003   | 2007   | 2011   | 2015   | 2019   |
| Partido político    | Partido político                                                    | Ediles | Ediles | Ediles | Ediles | Ediles | Ediles | Ediles | Ediles | Ediles | Ediles | Ediles |
|                     | Partido de los Socialistas de Aragón (PSOE-Aragón)                  | 2      | 4      | 5      | 6      | 6      | 3      | 3      | 3      | 3      | 4      | 5      |
|                     | Partido Popular de Aragón (PP)                                      | —      | 5      | 4      | 2      | 3      | 3      | 2      | 5      | 4      | 3      | —      |
|                     | Partido Aragonés (PAR)                                              | —      | —      | —      | 1      | —      | 3      | 3      | 1      | 2      | 2      | 4      |
|                     | Ganar-Izquierda Unida (IU)-Los Verdes (LV)                          | —      | —      | —      | —      | —      | —      | —      | 0      | 0      | 0      | —      |
|                     | Compromiso con Aragón (CA)                                          | —      | —      | —      | —      | —      | —      | —      | —      | 0      | —      | —      |
|                     | Chunta Aragonesista (CHA)                                           | —      | —      | —      | —      | —      | —      | 1      | 0      | 0      | —      | —      |
|                     | Unión de Centro Democrático (UCD)-Centro Democrático y Social (CDS) | 7      | —      | —      | 0      | —      | —      | —      | —      | —      | —      | —      |
| Total de concejales | Total de concejales                                                 | 9      | 9      | 9      | 9      | 9      | 9      | 9      | 9      | 9      | 9      | 9      |

## Patrimonio

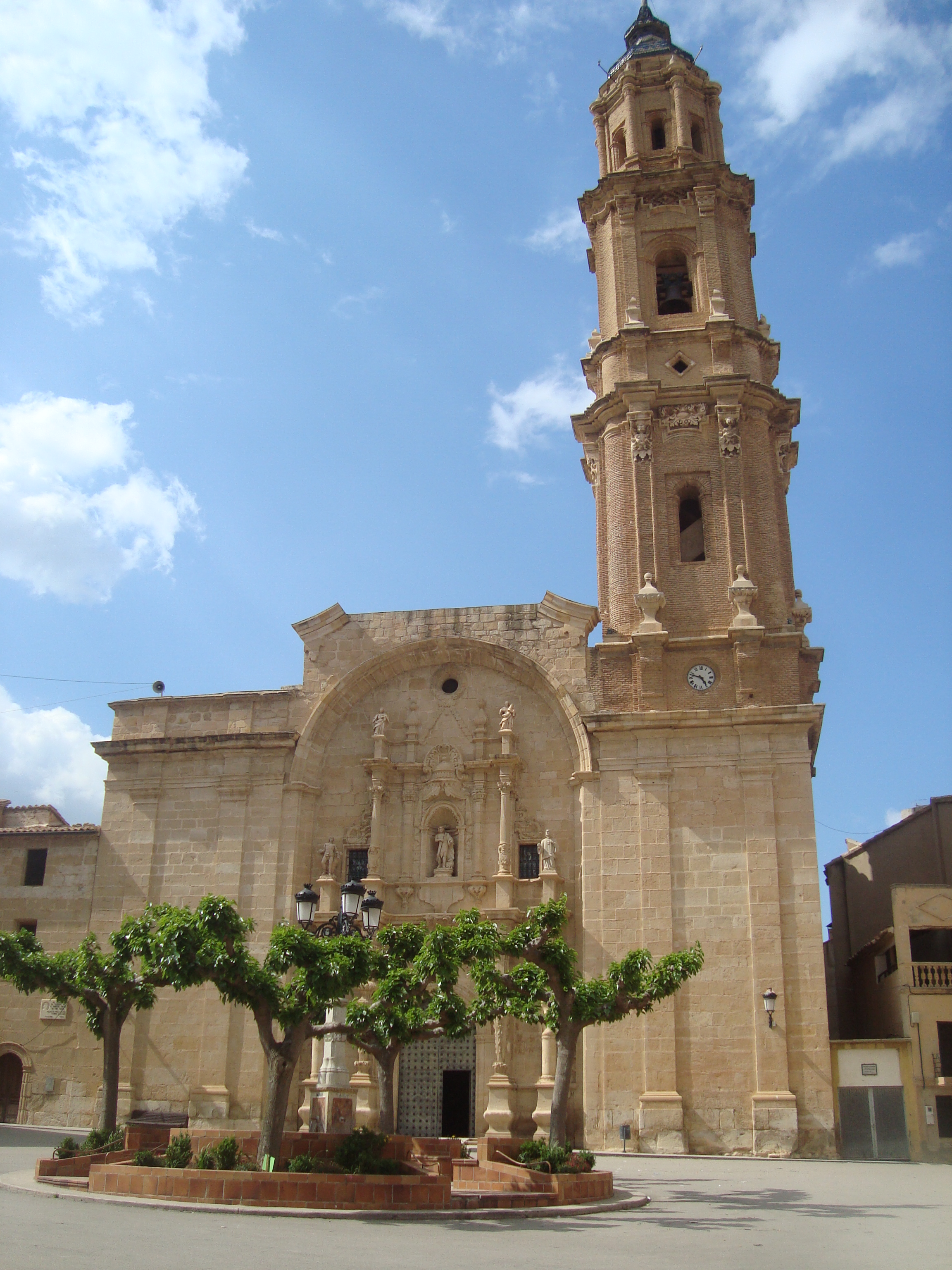
Iglesia de San Juan Bautista (siglo)

### Patrimonio religioso
La iglesia de San Juan Bautista es un templo barroco del siglo XVIII que sustituye a uno anterior que amenazaba ruina. La planta es de cruz latina, con tres naves y cúpula sobre el crucero. La torre-campanario, de cuatro cuerpos, con sus 63,5 metros de altura es la más alta de la provincia de Teruel y una de las más altas de Aragón.
La ermita de Santa Flora se edificó entre 1660 y 1661. Durante las guerras Carlistas, el general Espartero la mandó destruir para que no pudiera fortificarse en ella la facción opuesta. Se reconstruyó entre 1840 y 1852 pero volvió a ser saqueada y destruida durante la Guerra Civil. Entre 1975 y 1977 fue devuelta nuevamente el culto.
Por su parte, la ermita de Santa Bárbara se encuentra en ruinas. Edificada en 1777, fue destruida en 1840.

### Patrimonio civil

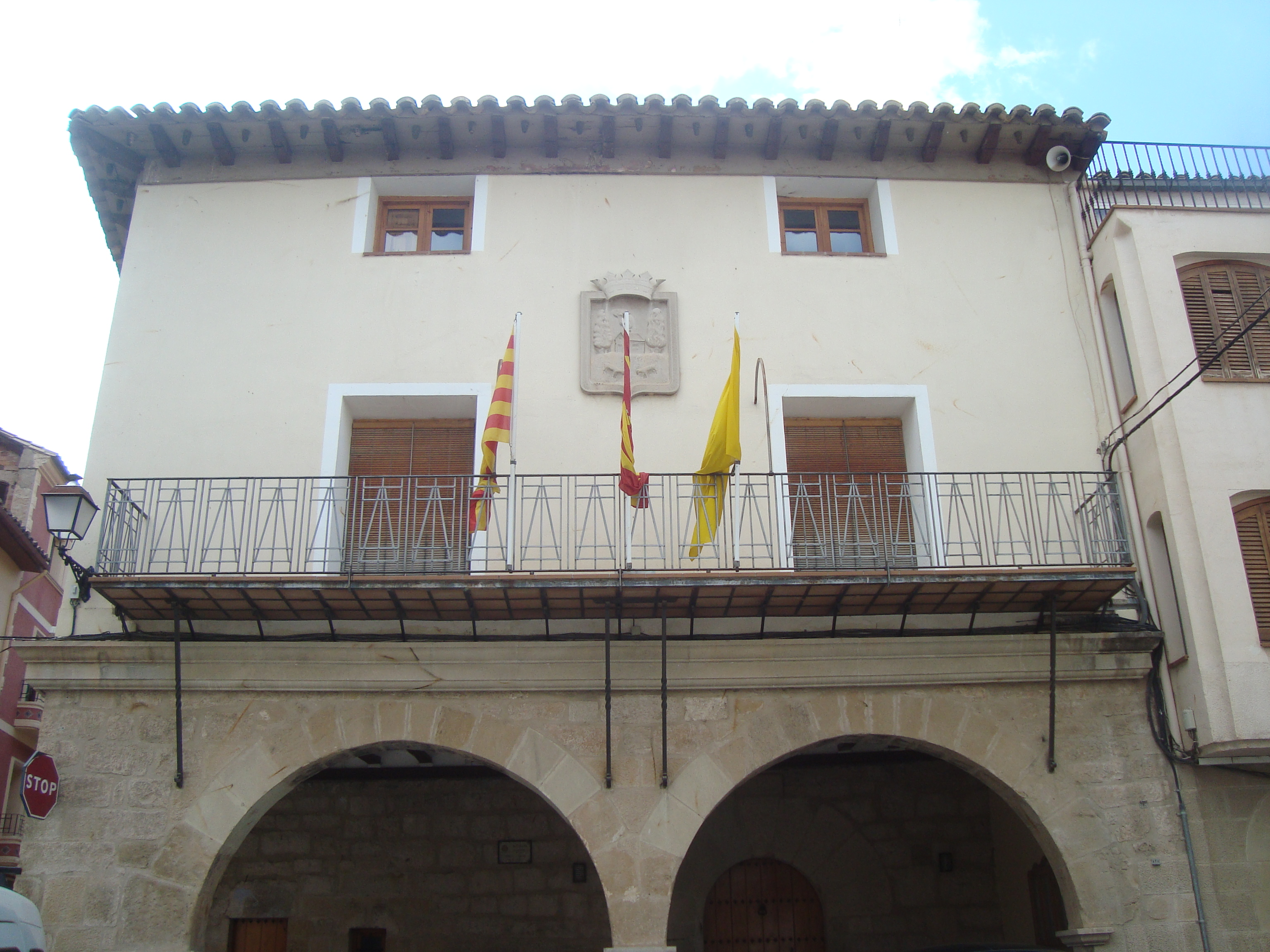
Casa consistorial de la villa

La Casa de la Villa fue construida hacia 1652 y ha sufrido numerosas transformaciones. De estilo renacentista italiano, la planta es trapezoidal, con lonja de dos arcos de medio punto que cargan sobre una columna central y pilar en esquina. Fue una antigua cárcel.
Las escuelas de Mas de las Matas comprenden un conjunto de tres edificios. Las paredes son de mampostería, salvo las esquinas de sillería, y están revocadas. En la fachada trasera hay elementos decorativos en forma de rombos y un cuadrado.
La casa Zárate es un edificio data del siglo XVIII y se encuentra en la calle Mayor, a escasa distancia de la Casa de la Villa. Destaca por su majestuosidad del resto de las viviendas. En su fachada, de trazas palaciales, se compone de sillares y grandes dovelas construyen el arco de la portada.

### Patrimonio cultural

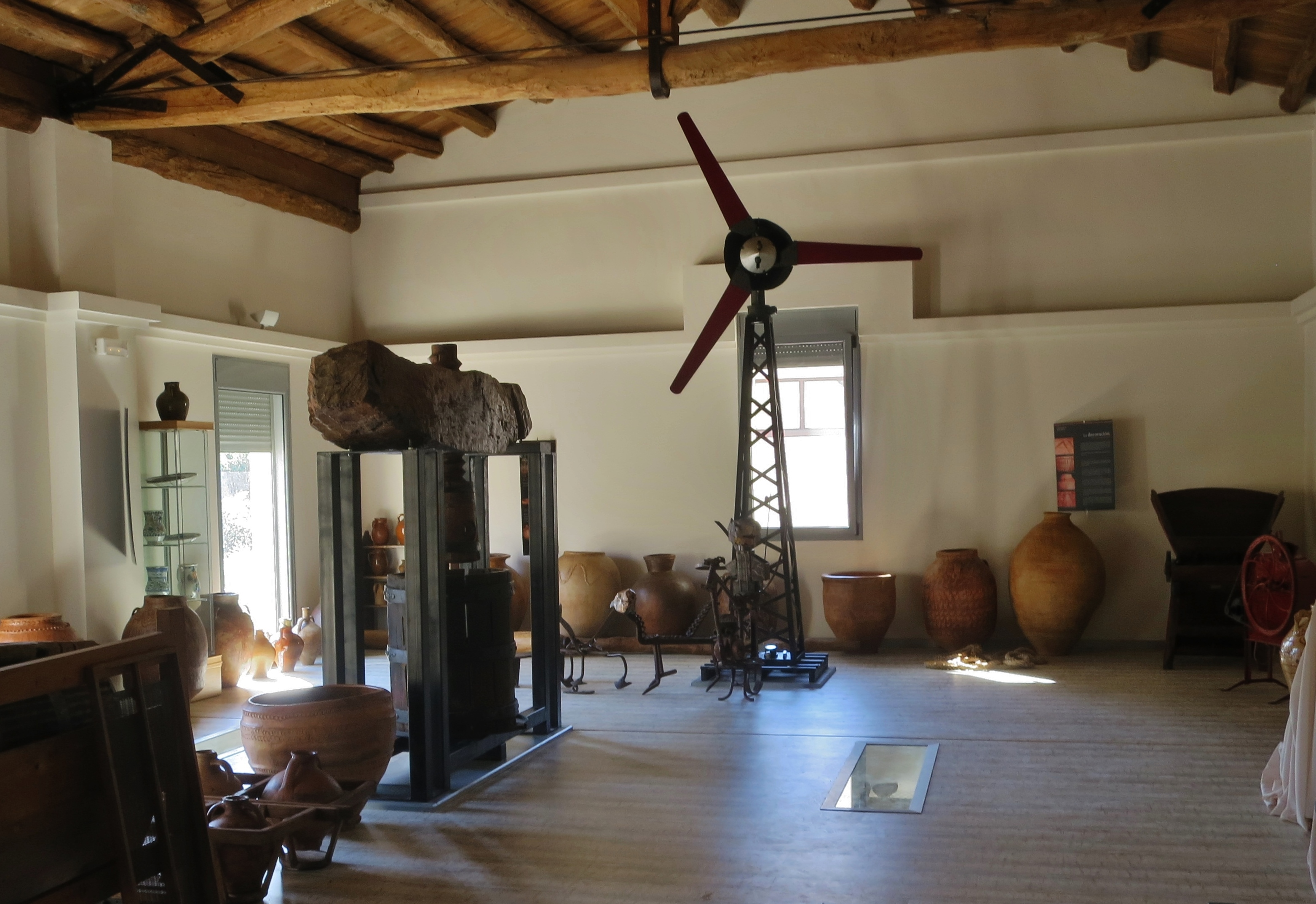
Sala expositiva del edificio de la Alfarda

El museo de Mas de las Matas se emplaza en la casa Feliu, casa solariega del siglo XVIII. Mantiene exposiciones de palentología, arqueología y arte. Asociados al museo existen otros dos espacios museísticos: el edificio Alfarda, antiguo almacén con elementos recuperados del patrimonio agrícola del municipio, y el molino harinero, uno de los mejores ejemplos en Aragón de la transición entre los sistemas tradicionales de molienda y las fábricas industriales.

## Festividades
| Fiesta de San Antonio y Mochiganga | Fiestas mayores                | Las carrozas             | El Regreso del Comendador                           | Toro embolado                                                                       |
| ---------------------------------- | ------------------------------ | ------------------------ | --------------------------------------------------- | ----------------------------------------------------------------------------------- |
| 17 de enero                        | Cuarto fin de semana de agosto | Cuarto viernes de agosto | En septiembre. Fecha variable alrededor del día 24. | Festividad de Interpeñas a finales de julio, y fiestas patronales finales de agosto |